# ويلهلم شولتس
ويلهلم شولتس (بالألمانية: Wilhelm Schulz)‏ (و. 1805 – 1877 م) هو مهندس معادن، وأستاذ جامعي، وجيولوجي من ألمانيا، وإسبانيا، توفي في آرنخويث، عن عمر يناهز 72 عاماً.